# كولن ولز (أستاذ جامعي)
كولن ولز (بالإنجليزية: Colin Wells)‏ هو مؤرخ بريطاني، ولد في 15 نوفمبر 1933 في West Bridgford ‏ في المملكة المتحدة، وتوفي في 11 مارس 2010 في بانغور في المملكة المتحدة.